# Anruf am Abend
Anruf am Abend ist ein Fernseh-Kriminalfilm aus dem Jahr 1961 und basiert auf dem Hörspiel Später Anruf von 1958.

## Handlung
Der Handelsvertreter Harry Clayton kann am Geburtstag seiner Frau Lucy nicht bei ihr im gemeinsamen Häuschen auf dem Land sein, sondern ist beruflich in London, wo er in der Pension des Ehepaars Wilson übernachtet. Beim abendlichen Anruf erzählt ihm Lucy, dass der Waldarbeiter Pointer vorbeikam und für sie im Garten gearbeitet hat. Harry ist besorgt: Mit dem oft betrunkenen Pointer hatten die beiden schon einmal schlechte Erfahrungen gemacht und wollten ihn eigentlich nicht mehr beschäftigen. Gerade als Harry und Lucy auflegen wollen, hört Lucy ein seltsames Geräusch von draußen: Anscheinend ist jemand auf dem Grundstück. Harry macht sich Sorgen, da Lucy allein im Haus ist und ihr nun auch noch einfällt, dass sie die Hintertür nicht zugeschlossen hat. Während sie zuschließen geht, wird die Telefonverbindung, die von zwei Telefonistinnen manuell vermittelt wurde, getrennt. Lucy bemerkt tatsächlich einen Eindringling: Es ist Pointer, der durch eine verschlossene Tür hindurch mehr Geld für seine Arbeit verlangt und droht, ins Haus einzudringen. Lucy gibt vor, ihr Mann sei  zu Hause, was Pointer aber nicht glaubt.
Harry ruft erneut an und muss nun hilflos am Telefon miterleben, wie Pointer versucht, ins Haus einzudringen. Währenddessen versucht der Pensionsbesitzer Mr. Wilson vergeblich, Lucys Nachbarn zu erreichen, und alarmiert schließlich die Polizei. Lucy wird indessen immer panischer. Sie flüchtet sich ins Schlafzimmer im Obergeschoss, während Pointer unten ins Wohnzimmer eindringt. Er hört Harrys Stimme durch den Telefonhörer und legt auf. Während Harry verzweifelt versucht, eine neue Verbindung herzustellen, ist Pointer schon fast in Lucys Schlafzimmer vorgedrungen – als im letzten Moment zwei Polizisten eintreffen und ihn festnehmen. Und so kann Lucy nun Harry anrufen und berichten, dass alles gut ausgegangen ist.

## Produktion
Der Film wurde von Radio Bremen produziert und am 28. Juni 1961 zum ersten Mal ausgestrahlt.

## Hörspielversion
Das Hörspiel Später Anruf von Gyles Adams wurde in der deutschen Übersetzung von Hellmut Kleffel ebenfalls von Radio Bremen produziert. Die Erstsendung war am 4. August 1958, Regie führte, wie in der Filmversion, Günter Siebert. Die Sprecher waren: Hermann Lenschau als Harry, Evi Gotthardt als Lucy, Giselher Schweitzer, Xenia Hagmann, Herbert Steinmetz, Christa Weitendorf, Gudrun Daube, Erich Keddy und Carl Maria Willecke.